# Mozirje
Mozirje (in tedesco Prässberg)  è un comune di 4 087 abitanti della Slovenia settentrionale.

## Storia
Citato per la prima volta nel 1146, sorse intorno ad un castello che in posizione strategica controllava il passaggio lungo la valle della Savinja.

## Monumenti e luoghi d'interesse
- Trg. La cittadina conserva una pittoresca piazza centrale con belle case dei secoli XV-XIX.
- Sv. Jurij. La parrocchiale di San Giorgio, di origine gotica poi barocca.
- Savinjski gaj. Interessante parco botanico aperto nel 1978. Possiede all'interno anche un museo etnografico.